# Schœneck
Schœneck è un comune francese di 2 805 abitanti situato nel dipartimento della Mosella nella regione del Grand Est.

## Società

### Evoluzione demografica
Abitanti censiti